# Anajá Caetano
Anajá Caetano foi uma escritora brasileira, nascida em São Sebastião do Paraíso.
Descendente de quiocos vindos de Angola, é conhecida principalmente pelo seu livro Negra Efigênia, paixão do senhor branco (1966). O romance, ambientado no século XIX, mostra a expansão agrícola do Sul de Minas nos anos que antecedem a Abolição, pelos olhos de Efigênia, escrava raptada para ser mulher de um fazendeiro branco.

## Principais obras
- 1966 - Negra Efigênia, paixão do senhor branco (São Paulo: Edicel) OCLC 253500853